# 八木邸
八木邸（やぎてい）は京都府京都市中京区壬生にある郷士八木家の邸宅で、幕末に新選組の屯所として使われた。

## 概要
2024年（令和6年）現在も八木源之丞の子孫が継承している一方、歴史的建築物として一般に公開されている。芹沢鴨が暗殺された際に付いたとされる刀傷など、新選組にかかわる遺構がある。

## 歴史
八木家の始祖は八木又兵衛。壬生村の郷士。越前の戦国大名・朝倉義景の子。八木家のウェブサイトでは、「但馬国で八木安高により起こった」としている。源頼朝より今の家紋（三つ木瓜）を拝領したと伝わる。室町時代に京の壬生に移ったとする。
八木邸のある壬生の地は水が豊かで農耕に適した土地であり、京都でも有数の農業地帯であった。八木邸は小高い場所に建てられた。幕末には江戸浪士の宿所となる。
文久3年（1863年）2月23日、浪士組として上洛した近藤勇と試衛館一門の7名、及び芹沢鴨、新見錦、平山五郎、平山重助、野口健司らが投宿した。その後、浪士組の江戸への引き上げの際に残った芹沢鴨、近藤勇ら13名はそのまま八木邸に残り、同年3月16日「松平肥後守御領新撰組宿」と八木家右門柱に表札が掲げられる。同年9月18日芹沢鴨、平山五郎ら4名が八木邸奥座敷にて暗殺される。
1983年（昭和58年）6月1日、京都市指定有形文化財に指定される。

## 観覧情報
- 営業期間：9時～17時、休業は不定。

※ 現在の八木家は和菓子店を営み、見学者には「屯所餅」が出される。

## 交通アクセス
- 阪急京都本線 大宮駅または京福嵐山本線 四条大宮駅より四条通を西へ徒歩で約6分、坊城通を南へ徒歩で約4分、さらに西へ徒歩で約8分。